# Studánka (Ústí nad Labem)
Studánka (deutsch Borngrund) ist eine Ansiedlung im Ústecký kraj in Tschechien. Sie gehört zum Ortsteil Strážky (Troschig) der Stadt Ústí nad Labem (Aussig).

## Geographie

### Lage
Das Straßendorf liegt ca. 5,8 km nordwestlich des Stadtzentrums von Ústí nad Labem (Aussig) und ist heute ein Teil von Ústí nad Labem (Aussig). Die Nachbarortschaften bzw. -teile sind nordöstlich Strážky (Troschig), nordwestlich Bánov (Bohna), westlich Habrovice (Johnsdorf) südwestlich Skorotice (Gartitz) und südöstlich Božtěšice (Postitz).
| Bánov (Bohna)         |                                             | Strážky (Troschig)  |
| Habrovice (Johnsdorf) | Kompassrose, die auf Nachbargemeinden zeigt |                     |
| Skorotice (Gartitz)   |                                             | Božtěšice (Postitz) |

## Geschichte
Borngrund gehörte zur Allodial-Herrschaft Schöbritz, die im Jahr 1667 vom Gutsherr Michel Franz Ferdinand Graf v. Althan erworben wurde. Bis zur Revolution von 1848/1849 im Kaisertum Österreich umfasste die Herrschaft Schöbritz neben Borngrund auch die Dörfer Schöbritz, Gartitz, Pokau, Postitz, Großkaudern, Kleinkaudern, Gatschken, Niesenbahn, Johnsdorf, Troschig, Bohna, Zuckmantel, Saara, Knienitz, Streckenwald sowie 13 Häuser in Klein-Kahn, 32 Häuser in Tellnitz (Hintertellnitz), vier Häuser in Kamitz, neun Häuser in Tillisch, zwei Häuser in Raudnen, 15 Häuser in Deutsch-Neudörfel und ein Haus in Spiegelsberg.
In Borngrund waren neben Wohnhäusern Ackerbau, Weinanbau, eine Ziegelei und eine Fasanerie prägend.
Nach der Aufhebung der Grundherrschaften bildete Borngrund einen Ortsteil der Gemeinde Troschig im Gerichtsbezirk Karbitz. Im Jahre 1868 wurde das Dorf dem Bezirk Außig zugeordnet.
Nach dem Münchner Abkommen wurde das Dorf 1938 dem Deutschen Reich zugeschlagen und gehört bis 1945 zum Landkreis Aussig. Seit der Gemeindegebietsreform von 1960 wird Studánka nicht mehr als Ortsteil geführt. Im Jahre 1980 wurde Studánka zusammen mit Strážky nach Ústí nad Labem eingemeindet.

### Entstehung von Borngrund
Nach dem Ende des Dreißigjährigen Krieges in der Zeit von 1618 bis 1648, einer der verheerendsten Konflikte in der europäischen Geschichte, war das Gebiet des späteren Ortes Borngrund kaum mehr als ein verlassener Ort mit einem alten herrschaftlichen Ziegelofen und einer verödeten Ziegelscheune. Das Ziegelstreicherhäuschen, das einst zu diesem Ofen gehörte, war in den Wirren des Krieges zugrunde gegangen.
Trotz dieser schwierigen Anfänge begann das Gebiet um das Jahr 1660, sich zu erholen und zu wachsen. Ein Mann namens Martin Jahnel aus dem nahegelegenen Dorf Johnsdorf, dessen väterliches Haus ebenfalls im Krieg zerstört worden war, erwarb eine Baustelle mit Ackerland im Grunde. Dort errichtete er unterhalb des Bornes ein Häuschen, das später als Nummer 3 bekannt wurde. Dies war der Beginn der Besiedlung von Borngrund.
In den folgenden Jahren entstanden weitere Wohnstätten, und das Dorf begann zu wachsen. Um das Jahr 1670 wurde durch die Herrschaft die Ziegelerzeugung wieder aufgenommen und das Ziegelstreicherhäuschen neu aufgebaut. Dies war ein wichtiger Schritt in der Entwicklung des Dorfes und der Region, da Ziegel ein wesentlicher Baustoff für die damalige Zeit waren.
Im Jahr 1674 wurde der Grund für ein drittes Häuschen gelegt, das später als Nummer 2 bekannt wurde. Um das Jahr 1675 wurde durch die Herrschaft ein Fasangarten angelegt und für den Fasanwärter Matthes Schütze aus Troschig neben der Fasanerie ein Wohnhaus (später als Nr. 6 bekannt) errichtet. Im Jahr 1676 wurde der Ziegelofen bzw. die -scheune im Grunde aufgegeben. Der Ziegelstreicher Georg Merwitz wurde zur Führung der neuen Ziegelei nach Pokau berufen. Im selben Jahr verkaufte die Herrschaft am 12. August 1676 das Haus bei der alten Ziegelscheune nebst einem Teil der Ziegelscheune an ihren Fasanenwärter Matthes Schütze. Im Dezember 1676 verkaufte die Herrschaft auch den Ziegelofen nebst einem Stück Acker, mehreren Feldern und dem verbleibenden Teil der Ziegelscheune an Georg Thume aus Johnsdorf, welcher hier ein neues Anwesen (später als Nr. 4 bekannt) erbaute.

### Fasanerie
Die Fasanerie in Borngrund wurde um das Jahr 1675 von Michel Franz Ferdinand Graf v. Althan, dem damaligen Gutsherrn der Allodial-Herrschaft Schöbritz, angelegt. Um Platz für die Fasanerie zu schaffen, musste der Bauer Lorenz Höhne aus Johnsdorf ein Stück Ackerland an die Herrschaft abtreten. Als Ausgleich erhielt er ein doppelt so großes Stück Land in der "Mastung" bei Johnsdorf.
Für die Betreuung der Fasanerie wurde Matthes Schütze aus Troschig eingestellt. Für ihn wurde ein Wohnhaus neben der Fasanerie erbaut, das später als Nummer 6 bekannt wurde.
Trotz der Bemühungen, eine erfolgreiche Fasanenzucht zu etablieren, scheint die Fasanerie nicht die erhofften Erfolge gebracht zu haben. Im Jahr 1679 wurden die Fasane abgeschafft und die Fasanerie aufgegeben. Die Gründe für das Scheitern der Fasanenzucht sind nicht genau bekannt, werden jedoch im Lärm durch den nahegelegenen Ziegelofen vermutet, der die Vögel scheu gemacht haben könnte. Der Fasangarten wurde zusammen mit dem Wohngebäude und einem Stück Acker durch die Herrschaft am 1. April 1679 an ihren Hofbinder Christoph Berger verkauft.
Im Jahr 1690 entschied die Herrschaft, die Fasanerie wieder aufzurichten. Der Fasangarten wurde daher der Witwe des Hofbinders entzogen, die dafür ein anderes herrschaftliches Feld im Ausmaß von drei Strich erhielt.

### Försterei
Ursprünglich gab es in Borngrund nur Schützen oder Heger. Als solche werden in historischen Quellen Matthes Schütz (1679–1699), Matthes Köcher aus Troschig (1699–1710), Georg Melzer (1710–1724) und Georg Aßmann (1748) genannt.
Die Försterei wurde vermutlich um das Jahr 1760 von Pokau nach Borngrund verlegt und das Forsthaus in Borngrund um diese Zeit erbaut. Mit dem Jahr 1763 beginnt die Reihe der Revierjäger (Förster), von denen in den Gartitzer Matriken folgende verzeichnet sind: Adam Liehl (1763–1767), Christian Schärl (1767–1770), Wenzel Bude (1774–1794), Karl Pietschmann (1795–1799), Anton Hatliek (1804), Johannes Marianka (1808–1816), Josef Martinowitz (1828), Florian Pokorny (1834), Josef König (1855), Alois Fischer (1858 bis 1866), Adalbert Kober (1867–1877) und zuletzt die Förster Johann Freigang (1883–1901) und Karl Vogelgsang (von 1901 an).
Das Forsthaus in Borngrund wurde im Jahr 1864 neu aufgebaut und diente als Wohn- und Arbeitsstätte für die Förster von Borngrund.

## Namensherkunft
Der deutschsprachige Name des Ortes leitet sich wahrscheinlich von einer Quelle ab, die im oberen Teil des Ortes entspringt und ihren Abfluss in einem schmalen Graben („Grunde“) zum Sauermilchbach bei Johnsdorf führt. Das im 17. Jahrhundert neu entstehende Dorf trug zunächst den Namen „in der Ziegelscheune“ und behielt diesen bis zum Jahr 1686, in welchem zum ersten Mal der Name Borngrund auftauchte.
1946 erfolgte die Umbenennung in Studánka.

## Einwohner
1869 lebten in den sechs Häusern des Dorfes 36 Personen. Im Jahre 1900 hatte Borngrund 27 Einwohner, 1910 waren es 37. 1921 lebten in den sieben Häusern von Borngrund 37 Deutschböhmen. Im Jahre 1930 bestand Borngrund aus sechs Häusern und hatte 33 Einwohner. Im Jahre 1950 lebten in den sechs Häusern von Studánka 17 Personen.

## Ortsgliederung
Studánka gehört zum Ortsteil Strážky im Stadtbezirk Ústí nad Labem-město und ist Teil des Katastralbezirks Strážky u Habrovic.